# Dona i ocell
Dona i ocell (AFI: [ˈdɔ.nə i uˈseʎ], trad. Donna e uccello) è un'opera dell'artista catalano Joan Miró.

## Descrizione
L'opera venne inaugurata nel 1983 senza la presenza dell'autore, assente a causa dei gravi problemi di salute dei quali soffriva e che lo condussero alla morte pochi mesi dopo. Si trova nel parco Joan Miró di Barcellona ed è alta 22 metri. La struttura principale ricorda chiaramente un fallo maschile. Su un lato del cilindro vi è un’incisione verticale nera, che fa pensare dell'organo sessuale femminile. Il cilindro cavo in alto è stato interpretato come un bambino avvolto in una fascia; la figura è sovrastata da un uccello o forse dalla luna, simboleggiando, così, la connessione della vita umana con la natura e le stelle. È ricoperta con ceramiche di colore rosso, giallo, verde e azzurro realizzate con la tecnica trencadís da Joan Gardy Artigas.
L'opera Donna e uccello è stata progettata e costruita nel momento in cui Barcellona sperimentava diversi progetti di rinnovamento urbano; il consiglio comunale invitò architetti e artisti di fama a partecipare al rinnovamento dell'immagine della città; Miró, in particolare, era responsabile di dare il "benvenuto" ai visitatori indipendentemente dal mezzo di trasporto: via terra, acqua o aria.